# 鄧嘉宛
鄧嘉宛（1962年—），台灣翻譯家，英國紐卡斯爾大學社會語言學碩士，以翻譯J·R·R·托爾金的作品如《魔戒》、《精靈寶鑽》、《胡林的子女》、《貝倫與露西恩》、《剛多林的陷落》而聞名，此外也譯有《納尼亞傳奇》、《飢餓遊戲三部曲》等多部文學、神學書籍。

## 生平
鄧嘉宛於1962年出生於台灣高雄。在成為專職譯者前是一家英國市場研究公司的研究員。
1998年，鄧嘉宛在英國讀書時首次接觸托爾金的名著《魔戒》。回台之後，她與聯經出版公司合作，陸續翻譯了《精靈寶鑽》、《胡林的子女》及漫畫版《哈比人》等書。
鄧嘉宛曾表示她每次翻譯小說時都會從中文小說中找到與之匹配的風格。在翻譯《暮光之城》時採用了類似瓊瑤小說的風格，在翻譯《飢餓遊戲》時則採用類似武俠小說的風格。而在翻譯托爾金的《精靈寶鑽》與《魔戒》等作品時卻找不到可以與之匹配的中文小說風格，最終是採用西方的《聖經》的風格來翻譯托爾金作品。
2012年，鄧嘉宛應世紀文景之邀，與杜蕴慈、石中歌三人一起翻譯《魔戒》，共歷時十個月，鄧嘉宛負責翻譯正文部分，她說「我想要還原托爾金原本的樣子，我不會希望我自己有什麼風格影響到他」。2013年11月，這部《魔戒》的全新譯本正式發布。

## 外部連結
- 鄧嘉宛的博客 （页面存档备份，存于）
- 鄧嘉宛 （页面存档备份，存于）的新浪微博
- 鄧嘉宛 （页面存档备份，存于）的知乎帳號
- 鄧嘉宛 （页面存档备份，存于）的豆瓣帳號